# Teresa Łubieńska
Teresa Łubieńska, nata Skarżyńska (Polonia, 18 aprile 1884 – Londra, 25 maggio 1957), è stata una partigiana polacca, luogotenente dell'esercito clandestino polacco, sopravvissuta a due campi di concentramento nazisti.
Dopo la seconda guerra mondiale si stabilì in Inghilterra, dove si adoperò perché i sopravvissuti ai campi nazisti ottenessero un risarcimento. Nel maggio 1957 morì per accoltellamento alla stazione della metropolitana di Gloucester Road a Londra. L'aggressore e l'arma del delitto non sono mai stati trovati.

## Biografia
Teresa Łubieńska nacque il 18 aprile 1884 nella tenuta Rybie, vicino a Kutno, nel sud-est della Polonia, figlia di Wacław Skarżyński e Krystyna Gołębiowska, una nobile famiglia polacca.
Si diplomò a Jarosław, in un collegio cattolico gestito dalle Suore dell'Immacolata, e poi studiò letteratura e storia a Cracovia all'Università Jagellonica e arte all'Adrian Baraniecki College. Nel 1902 sposò il nobile Edward Łubieński (1871–1919) e andò a vivere nella tenuta di famiglia a Łaszów. La coppia ebbe due figliː Stanisław, nato nel 1906, e Izabela, nata nel 1910.
Durante la prima guerra mondiale Teresa fu attiva nell'organizzazione della Croce Rossa del suo paese. Nel 1919 il marito trovò la morte nella guerra sovietico-polacca.
Il figlio, che aveva frequentato l'accademia militare ed era divenuto ufficiale di cavalleria, venne ucciso nel 1939 durante l'invasione tedesca della Polonia.
Łubieńska si unì alla resistenza contro l'occupazione tedesca, organizzando l'assistenza alla popolazione civile della capitale, e divenne luogotenente dell'esercito nazionale polacco con lo pseudonimo "33". Il suo appartamento in Plac Zbawiciela a Varsavia, chiamato “Zbawienie”, funzionò come rifugio per molti resistenti e prigionieri in fuga e come sede di incontri clandestini delle cellule di resistenza polacche. In quell'abitazione, usata come primo quartier generale, prese vita l'organizzazione clandestina Muszkieterowie ("Moschettieri"), prevalentemente con compiti di intelligence, fondata da Stefan Witkowski, un ingegnere polacco che Teresa conosceva da prima della guerra.

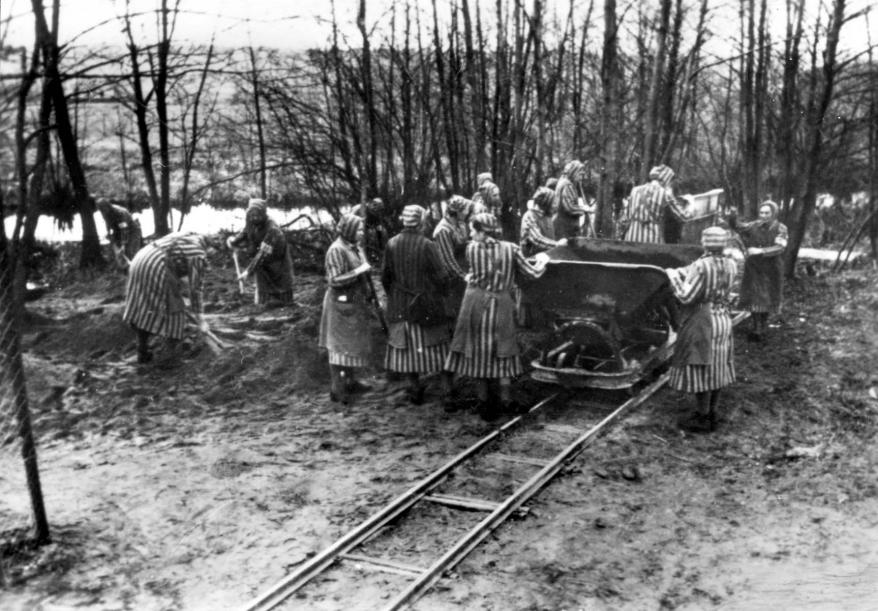
Prigioniere del campo di concentramento di Ravensbrück

Il 18 settembre 1942 Stefan Witkowski venne ucciso e il giorno dopo la Gestapo arrestò due collaboratori di Łubieńska. Due mesi dopo la contessa venne prelevata nel suo stesso appartamento e portata nel carcere di Pawiak per essere interrogata. Il 13 maggio 1943 venne deportata nel campo di concentramento di Auschwitz. Il 14 agosto 1944, in vista dell'avvicinarsi dell'offensiva, fu trasferita al campo di concentramento di Ravensbrück con il primo trasporto.
Łubieńska e un gruppo di detenuti vennero miracolosamente salvati dalla Croce Rossa svizzera e svedese; il 25 aprile 1945 raggiunse la Svezia. 
Dopo la fine della guerra si trasferì a Londra, dove già risiedeva la figlia che, prima dello scoppio della guerra, aveva lavorato presso il Ministero degli Affari Esteri polacco a Parigi.
Ritornò a svolgere attività con la Croce Rossa, aiutando gli ex prigionieri dei campi di concentramento tedeschi a ottenere un risarcimento. Era tenuta in grande considerazione nella comunità polacca di Londra; rimase in contatto con più di 1.000 polacchi che da allora erano fuggiti in Inghilterra e altri 5.000 in Europa.

### Una morte misteriosa

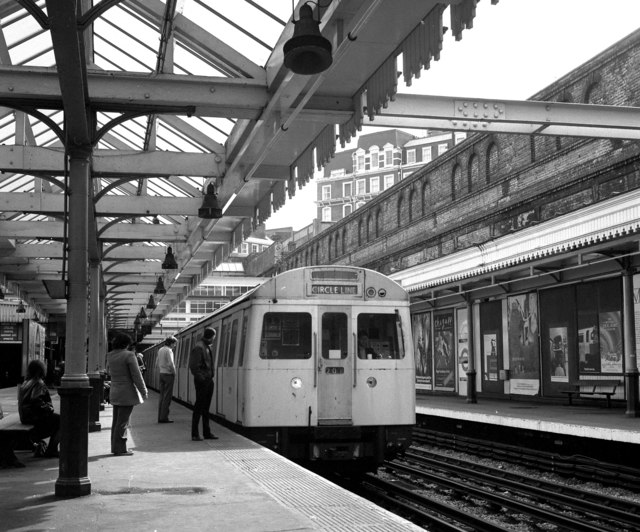
La stazione di Gloucester Road nel 1985

La sera del 24 maggio 1957 Teresa Łubieńska fu pugnalata cinque volte sulla piattaforma della linea Piccadilly in direzione est a Gloucester Road, mentre tornava a casa da una cena con gli amici a Ealing. Era partita in compagnia di un cappellano dell'esercito polacco, padre Krzyżanowski, lui stesso sopravvissuto al campo di concentramento di Dachau, che era sceso alla fermata di Earl's Court. Pochi giorni prima della sua morte, Teresa aveva detto agli amici di essere stata dalla polizia per riferire che si sentiva minacciata e che la sua vita poteva essere a rischio. Cinque anni prima, il 15 giugno 1952, Krystyna Skarbek, spia britannica di nazionalità polacca, sua cara amica ai tempi dell'organizzazione Muszkieterowie, era stata uccisa accoltellata da un corteggiatore rifiutato.
Dopo l'aggressione e la morte di Łubieńska, che scioccarono la nazione, venne avviata una massiccia caccia all'uomo, e nei mesi successivi furono interrogate oltre 18.000 persone.
Questo caso rimane un mistero, ed è stato definito "uno dei principali omicidi irrisolti nella storia della polizia scientifica inglese".
Teresa Łubieńska morì al St Mary Abbots Hospital di Kensington, all'età di 73 anni, la notte del 25 maggio 1957. Fu sepolta nel cimitero di Brompton a Londra.